# 河崎一朗
河崎 一朗（かわさき いちろう）は、主に宝塚歌劇団の劇中音楽を担当する作曲家。

## 概要
今なお歌劇で歌い継がれる楽曲を数々生み出したヒットメーカーであり、戦後の宝塚歌曲の旋律の基礎を築いた。
1941年に上演した『宝塚かぐや姫』でかぐや姫役の小夜福子が歌った「さよなら皆様」（作曲河崎・作詞内海重典）は、宝塚大劇場や東京宝塚劇場の終演後に流される曲のひとつとなっている。
2014年に『宝塚歌劇の殿堂』最初の100人のひとりとして殿堂表彰される。

## 主な作曲作品
- 『夢の日本』 （『ミュージック・アルバム』（1936年）作詞者不明）
- 『夢の支那街』（『北京』（1941年）宇津秀男作詞）
- 『さよなら皆様』（『宝塚かぐや姫』（1941年）内海重典作詞）
- 『ミモザの花』（『ミモザの花』（1946年）内海重典作詞）
- 『ファイン・ロマンス』（『ファイン・ロマンス』（1947年）内海重典作詞）
- 『ブギウギ巴里』（『ブギウギ巴里』（1949年）内海重典作詞）
- 『花を召しませ』（『ロマンス・パリ』（1949年）内海重典作詞）
- 『白きアカシヤの花』（『リリオム』（1950年）内海重典作詞）
- 『夢のアラビア』（『アラビアン・ナイト』（1950年）白井鐵造作詞）
- 『夢の花すみれ』（『ラ・ヴィオレテラ』（1951年）白井鐵造作詞）
- 『朱いけしの花』（『虞美人』（1951年）白井鐵造作詞）
- 『牡丹の花』（『トゥーランドット』（1952年）白井鐵造作詞）
- 『花白蓮』（『白蓮記』（1953年）白井鐵造作詞）
- 『さくら花』（『白蓮記』（1953年）白井鐵造作詞）
- 『野菊の花』（『桃太郎記』（1953年）白井鐵造作詞）
- 『ワルツ宝塚』（『春の踊り（宝塚物語）』（1954年）白井鐵造作詞）
- 『バラの宝塚』（『春の踊り（宝塚物語）』（1954年）白井鐵造作詞）

他多数。